# یعقوب‌علی نظری
یعقوب‌علی نظری (زاده ۱۳۴۰ فریمان) نظامی اهل ایران است که در دولت سیزدهم به عنوان استاندار خراسان رضوی فعالیت می‌کرد. او پیش‌تر فرمانده سپاه امام رضا خراسان رضوی بود.
نظری زاده ۱۳۴۰ در فریمان در خراسان رضوی و دارای مدرک کارشناسی ارشد امور دفاعی و کارشناسی جغرافیاست. وی پیش از این فرمانده سپاه امام رضا خراسان رضوی، معاون لشکر ۵ نصر، معاون هماهنگ‌کننده سپاه امام رضا و عضو ستاد ویژه تدابیر اقتصادی خراسان رضوی بوده و همچنین مسئولیت فرماندهی سپاه انصارالرضا خراسان جنوبی را عهده‌دار بوده‌است.